# Gulpen-Wittem
Gulpen-Wittem ( udtale ?; Limburgsk: Gullepe-Wittem) er en kommune beliggende i den sydlige provins Limburg i Nederlandene.
Kommunens areal er på 73,38 km², og indbyggertallet er på 17.070 pr. 1. april 2016.

## Kernerne
Gulpen-Wittem Kommunen består af følgende 10 landsbyer og 12 bebyggelser.

## Galleri
- Hurpesch
- Gulperberg
- Gulpen bycentrum
- Bondegårde, kirke og Bryggeri i Wijlre
- Eys
- Sint-Cunibertuskirke i Wahlwiller
- Het Redemptoristenklooster i Wittem
- Neubourg Slot
- Wijlre Slot
- Cartils Slot
- Naturområde 't Höfke
- Kritlandskab ved Slenaken

50°48′58″N 5°53′53″Ø / 50.816°N 5.898°Ø